# Gendive
Gendive (llamada oficialmente San Mamede de Xendive) es una parroquia y un lugar español del municipio de Boborás, en la provincia de Orense, Galicia.

## Toponimia
La parroquia también es conocida por los nombres de San Mamed de Gendive y San Momede de Xendive.

## Organización territorial
La parroquia está formada por cinco entidades de población, constando dos de ellas en el nomenclátor del Instituto Nacional de Estadística español:
- Meije (Meixe)
- Nogueira
- Pereiras
- Porto Pereiras
- Xendive

## Demografía

### Parroquia
| Gráfica de evolución demográfica de Gendive (parroquia) entre 2000 y 2022 |
|                                                                           |
| Datos según el nomenclátor publicado por el INE.                          |

### Lugar
| Gráfica de evolución demográfica de Xendive (lugar) entre 2000 y 2022 |
|                                                                       |
| Datos según el nomenclátor publicado por el INE.                      |